# 白鹤街道 (宁波市)
白鹤街道，是中华人民共和国浙江省宁波市鄞州区下辖的一个街道办事处。因驻地位于白鹤新村而得名:246。

## 历史
唐朝时属鄮县万龄乡，宋时属鄞县老界乡赤城里，元至清属县东隅、甬东隅，1919年属鄞县第四区，1927年属宁波市第四区，1935年属鄞县江东镇，1949年属江东区，原为镇安街道的一部分，1987年2月划出东南区块设立白鹤街道，1997年1月原镇安街道新河路以南辖区划归白鹤街道:246:51，2016年9月划归鄞州区管辖。

## 行政区划
白鹤街道下辖以下地区：
丹顶鹤社区、丹凤社区、紫鹃社区、白鹤社区、黄鹂社区、周宿渡社区、孔雀社区、王隘社区、镇安社区、贺丞社区和日月星城社区。